# Лондонска општина Волтам Форест
Волтам Форест (енгл. London Borough of Waltham Forest) је назив општине у севорноисточном делу Лондона.
У овом подручју Лондона нађени су бројни остаци како из Каменог доба тако и из римског периода у коме је насеље добило на значају. Данашња општина је формирана 1965. спајањем тадашњих општина Чингфорд, Лејтон и Волтамстоу (од којих је последња тада административно припадала Есексу). Име је добила по шуми, која је данас позната као Епинг Форест и заштићена актом из 1878, чијом се површином протезала.
Општина има велику, етнички разноврсну, резиденцијалну популацију која је претежно сконцентрисана у Чингфорду, Валтамстоу, Лејтону и Лејтонстону. Располаже великим бројем уређених зелених површина и паркова (који чине чак петину укупне површине општине), а и локација - у непосредној близини самог центра Лондона, веома је повољно утицала на развитак насеља. 
Волтам Форест је једна од пет лондонских општина у којима ће се одржавати такмичења Олимпијских игара 2012. У ту сврху ће, поред постојеће инфраструктуре, бити изграђен и велодром. 
Општина је са централним Лондоном повезана метроом.